# Elvis Manuel Monteiro Macedo
Elvis Manuel Monteiro Macedo (* 27. Juli 1985 in Praia), besser unter den Namen Babanco bekannt, ist ein kap-verdischer Fußballspieler auf der Position des Zentralen Mittelfelds. Er ist aktuell für den Verein União Leiria in Portugal und die kapverdische Fußballnationalmannschaft aktiv.

## Karriere

### Verein
Die Karriere auf Vereinsebene begann Babanco in seiner kapverdischen Heimatstadt bei Sporting Clube Praia, für den er bis 2008 auflief. Hier wurde er in Zeitraum von 2005 bis zu seinen wechsel 2008 dreimal kapverdischer Meister. Nach seinem Wechsel zum Stadtrivalen Boavista Praia gewann er zwei Jahre später das Double mit Pokal und Meisterschaft. 2010 verließ er seine Heimat und schloss sich den damaligen portugiesischen Zweitligisten FC Arouca an. Dort überzeugte er mit seinen Leistungen und entwickelte sich zum Stammspieler. Nach einer kurzen Station bei SC Olhanense, wechselte er 2013 innerhalb der Primeira Liga zu Estoril Praia, wo er bis 2016 aktiv blieb. Nachdem sein Vertrag nicht verlängert worden war, verließ Babanco Portugal und schloss sich den zypriotischen Erstligisten AEL Limassol an. Nach lediglich sieben Einsätzen und ohne große Erfolge, kehrte er bereits nach einer Saison wieder nach Portugal zurück. Hier unterschrieb er beim Verein CD Feirense einen bis 2018 datierten Kontrakt. 2019 lief er für eine Saison im Trikot des GD Chaves auf. Dort absolvierte er jedoch nur ein Spiel und wechselte daraufhin im Oktober 2020 zum Drittligisten União Leiria.

### Nationalmannschaft
Sein Debüt für die kapverdische Fußballnationalmannschaft gab Babanco am 9. September 2007 gegen Guinea. Seinen größten Erfolg feierte er bei der Fußball-Afrikameisterschaft 2013, wo das Team erst im Viertelfinale gegen die Mannschaft aus Ghana ausschied. Er absolvierte bislang 61 A-Länderspiele, in denen ihm 5 Tore gelangen und ist somit Rekordnationalspieler der Kap Verden. Seinen bislang letzten Einsatz absolvierte Babanco am 24. März 2019 im Rahmen der Qualifikation zum Afrika-Cup 2019 gegen Lesotho.

### Erfolge
Kapverdischer Meister: 2006, 2007, 2008, 2010

Kapverdischer Pokalsieger: 2009, 2010